# Elvira Romero de Musicardi
Elvira Romero de Musicardi es uno de los personajes principales de la obra Esperando la carroza, llevada al cine en 1985, cuya interpretación fue realizada por la actriz uruguaya China Zorrilla.

## El personaje
Elvira es una mujer que está casada con Sergio Musicardi, y juntos tienen una hija adolescente en común: Matilde. Ella es quien se encarga de atender los asuntos de la casa, ya que Sergio es perezoso y prefiere estar sentado en el sillón. Es una mujer de mal genio, hipócrita, y se lleva mal con su concuñada pobre, Susana de Musicardi, y el rencor entre ellas es mutuo. Solo se preocupa por complacer a sus parientes ricos, Antonio y Nora, con quienes tiene mejor relación. Elvira también tiene una vecina, Doña Elisa, a la que siempre critica por el hecho de que ella suele imitar sus preparaciones culinarias, como preparar puchero o ravioles. Vive de acuerdo con las apariencias, ya que le preocupa lo que pueda pensar la gente durante el supuesto "funeral" de su suegra, Mamá Cora.
En el transcurso de la película, Elvira prepara el clásico almuerzo dominical con el que piensa agasajar a Antonio y Nora, los nuevos ricos de la familia: los ravioles y el tuco. Su cuñada Susana, desesperada y agobiada, aparece para pedirle a Elvira y su esposo, Sergio, que se lleven a vivir a Mamá Cora con ellos por un tiempo (debido a que la convivencia con Mamá Cora le ha causado problemas, producto de la senilidad de la anciana.) Sin embargo, Elvira y Sergio se niegan a encargarse de Mamá Cora, cuyo destino se debate en el almuerzo. A lo largo de la historia, aumentan los conflictos entre Elvira y Susana, ya que sus diferencias sociales se ven marcadas. Susana señala que Elvira es una "hipócrita" e incluso insinúa que le ha sido infiel a Sergio.
A la vez, surgen problemas al tratar de encontrar a Mamá Cora, y un malentendido los lleva a asumir que la anciana falleció arrojándose a las vías de un tren. Mientras ocurre el supuesto "funeral" de Mamá Cora, Elvira deja entrever su falta de preocupación por su presunta "muerte" y responsabiliza a Susana por lo ocurrido, aunque luego descubren que todo fue una equivocación y que el cadáver traído era en realidad el de una húngara. Al final, Mamá Cora reaparece en su supuesto "velorio", sorprendiendo a los presentes, incluyendo a Elvira. Entre las frases más destacadas de Elvira, se encuentran: "Yo hago puchero, ella hace puchero. Yo hago ravioles, ella hace ravioles. ¡Qué país!", "¡Minusválida mental", "Dios mío, qué fea está esta criatura, cada día más igual al padre", entre otras.
Elvira no aparece en la segunda película, pero es mencionada por Sergio cuando éste asiste al aniversario N°25 de Nora y Antonio, con su hija Matilde y su nieta, Martita. Sergio revela que su esposa no fue con ellos debido a que tenía una jaqueca.

## Miembros de la familia
Entre los miembros de su familia, se encuentran:
Sergio Musicardi (esposo), Matilde Musicardi (hija), Antonio Musicardi (cuñado/supuesto amante), Nora Musicardi (cuñada), Jorge Musicardi (concuñado), Susana Musicardi (concuñada), Emilia Musicardi (cuñada), Mamá Cora (suegra), Martita (nieta)